# Ebonics
Ebonics (engl. Kofferwort aus ebony und phonics) ist eine Bezeichnung, die sich ursprünglich auf die Sprache aller von schwarzafrikanischen Sklaven abstammenden Menschen – besonders in Westafrika, der Karibik und Nordamerika – bezog. Im Laufe der Zeit, insbesondere nach 1996, wurde sie häufiger im Sinne von „Afroamerikanischem Englisch“ benutzt, um die Unabhängigkeit vom Amerikanischen Englisch der anderen Bevölkerungsgruppen hervorzuheben.

## Der Ursprung von Ebonics
Die erste Erwähnung von Ebonics im Zusammenhang als eigenständige Sprache ist zurückzuführen auf eine Aussage des Psychologen Robert Williams während einer Konferenz zur Entwicklung der Sprachfähigkeiten afroamerikanischer Kinder in St. Louis, Missouri, im Jahre 1973. In seinem Buch Ebonics: The True Language of Black Folks erklärt er:
Als zwei Jahre junger Begriff, eingeführt von einer Gruppe schwarzer Gelehrter, kann Ebonics definiert werden als „die linguistischen und paralinguistischen Eigenschaften, welche die kommunikativen Kompetenzen der Westafrikanischen, karibischen und US-amerikanischen Nachkommen der Sklaven Afrikanischer Abstammung bezeichnen. Insbesondere die patois, Argots, Idiolekte und Dialekte der Schwarzen sind hier mit eingeschlossen, besonders derjenigen, die zu kolonialen Zeiten eine Zwangsanpassung durchlebt haben. Der Begriff Ebonics leitet sich aus den beiden Wörtern Ebony (Deutsch: schwarz, dunkel, wörtl.: „Ebenholz“) sowie phonics (Deutsch: Klang, Geräusch) ab und bezieht sich auf die Studie der Sprache der schwarzen Menschen in all ihren kulturellen Aspekten.“
Im wissenschaftlichen Diskurs wurde der Begriff seitdem benutzt, um die Sprache der Afroamerikaner dem Afrikanischen anzunähern und vom Europäischen Englisch zu entfremden. Tatsächliche Verwendung fand der Begriff jedoch kaum und verschwand in seiner ursprünglichen Bedeutung nach einiger Zeit aus der Öffentlichkeit.
In seinem Werk Beyond Ebonics: Linguistic pride and racial prejudice präsentiert John Baugh vier mögliche Arten, wie der Begriff heute verstanden werden kann:
- Als internationales und künstliches Konstrukt, welches als direkte Folge des Sklavenhandels zu verstehen ist
- Als Überbegriff für sämtliche Sprachfamilien der Afrikanischen Diaspora
- Als Äquivalent zu black English und somit als Dialekt der Englischen Sprache, somit synonym zum Begriff African-American Vernacular English
- Als Antonym zu black English und somit als eigenständige nicht-Englische Sprache oder Sprachfamilie und nicht als reiner Dialekt der Englischen Sprache. Somit würde auch der Begriff Afroamerikanisches Englisch aufgrund der Konnotation mit der Englischen Sprache seine Gültigkeit verlieren.

## Ebonics in den Vereinigten Staaten von Amerika
Siehe: Hauptartikel Afroamerikanisches Englisch
In den Vereinigten Staaten von Amerika blieb der Begriff Ebonics bis Mitte der 1990er Jahre weitestgehend unbekannt.
Erst 1996 wurde das Konzept der Ebonics als eigenständige Sprache in der ganzen Nation bekannt, als das Oakland School Board of Education in einer Sitzung beschloss, die bis dato als Dialekt anerkannte Umgangssprache der Afroamerikanischen Schüler der Schulen Oaklands zukünftig als eigenständige Sprache namens Ebonics anzuerkennen. Dies hätte zur Folge gehabt, dass den Afroamerikanischen Schülern der betreffenden Schulen Englisch als Fremdsprache hätte auf den Lehrplan hinzugefügt werden müssen. Nach Intervention bekannter Amerikanischer Bürgerrechtsbewegungen und einflussreicher Personen wie dem Bürgerrechtler Jesse Jackson wurde diese Entscheidung jedoch rückgängig gemacht.
Seitdem gilt Ebonics in den Vereinigten Staaten von Amerika als Synonym zu Afroamerikanischem Englisch und wird als Dialekt akzeptiert. Das Konzept betont jedoch weiterhin die afrikanischen Wurzeln des Dialekts.

## Bibliographie
- Baugh, John. 2000. Beyond Ebonics: Linguistic pride and racial prejudice. New York: Oxford University Press, ISBN 0-19-512046-9 (Gebundene Ausgabe), ISBN 0-19-515289-1 (Taschenbuch).
- Green, Lisa J. 2002. African American English: A linguistic introduction. Cambridge: Cambridge University Press, ISBN 0-521-81449-9 (Gebundene Ausgabe), ISBN 0-521-89138-8 (Taschenbuch).
- Knapp, Don. 30 Dec 1996. Jackson, Oakland School Board discuss Ebonics. https://www.cnn.com/US/9612/30/ebonics/index.html
- Oakland Board of Education. 1996. No $596-0063. Resolution of the Board of Education adopting the report and recommendations of the African-American Task Force. https://www.linguistlist.org/topics/ebonics/ebonics-res1.html Zugegriffen am 13. August 2015
- Oakland Board of Education. 1996. No 9697-0063. Amended: Resolution of the Board of Education. https://www.linguistlist.org/topics/ebonics/ebonics-res2.html Zugegriffen am 13. August 2015

## Weiterführende Literatur (Englischsprachig)
- John Baugh: "American varieties: African American English: Ebony + Phonics". PBS, 2005.
- Clinton Crawford (ed.): Ebonics and Language Education of African Ancestry Students. Sankofa World Publishers, New York 2001, ISBN 978-0-9706-1280-9.
- Peter L. Patrick: "Answers to some Questions about 'Ebonics' (African American English)". University of Essex.
- Theresa Perry (ed.), Lisa Delpit (ed.): The Real Ebonics Debate – Power, Language, and the Education of African-American Children. Beacon Press (Penguin Random House), Boston 1998, ISBN 9780807031452.
- Ebonics discussion on LINGUIST List
- Who is promoting Ebonics and why?